# Tomari (Japon)
Pour les articles homonymes, voir Tomari.
Tomari (泊村, Tomari-mura) est un village du district de Furū, situé dans la sous-préfecture de Shiribeshi, sur l'île de Hokkaidō, au Japon.

## Géographie

### Situation
Tomari est situé dans le sud-ouest de la péninsule de Shakotan, au bord de la mer du Japon, sur l'île de Hokkaidō, au Japon. La côte fait partie du parc quasi national de Niseko-Shakotan-Otaru Kaigan.

### Démographie
Au 30 septembre 2015, la population de Tomari s'élevait à 1 753 habitants répartis sur une superficie de 82,28 km2.